# ديفيد فابر
ديفيد فابر (بالإنجليزية: David Faber)‏ هو سياسي بريطاني، ولد في 7 يوليو 1961. حزبياً، نشط في حزب المحافظين. في الانتخابات العامة في المملكة المتحدة 1992 ‏، انتخب عضو البرلمان الحادي والخمسون للمملكة المتحدة عن دائرة ويستبوري خلال فترته النيابية ‏ (9 أبريل 1992 – 8 أبريل 1997) وفي الانتخابات العامة في المملكة المتحدة 1997 ‏، انتخب عضو البرلمان الثاني والخمسون للمملكة المتحدة عن دائرة ويستبوري وقد انضم خلال فترته النيابية ‏ (1 مايو 1997 – 14 مايو 2001) للكتلة البرلمانية حزب المحافظين.